# Hypsolebias notatus
Hypsolebias notatus, es una especie de pez actinopeterigio de agua dulce, de la familia de los rivulines.
Es usado por su belleza para su comercialización en acuariofilia, si bien es muy difícil de mantener en acuario.

## Morfología
Con el cuerpo muy colorido que lo hace idóneo para acuarios, la longitud máxima descrita fue de 5 cm.

## Distribución y hábitat
Se distribuye por ríos de América del Sur, en la cabecera de la cuenca del río Tocantins en Brasil. Son peces de agua dulce, de comportamiento bentopelágico no migratorio, que prefieren aguas tropicales entre 22 y 26 °C.